# Domingas Isabel de Noronha
Domingas Isabel de Noronha foi uma nobre portuguesa dos séculos XVIII e XIX, viscondessa da Lourinhã por matrimônio com Manuel Bernardo de Melo e Castro. Serviu como dama de companhia da rainha Carlota Joaquina e por decreto de 25 de Abril de 1824 do rei João VI de Portugal foi designada condessa da Lourinhã, título ao qual foi a única titular. Pelos bons serviços do marido, recebeu uma pensão anual de 600 mil réis.